# Leithia
Genre

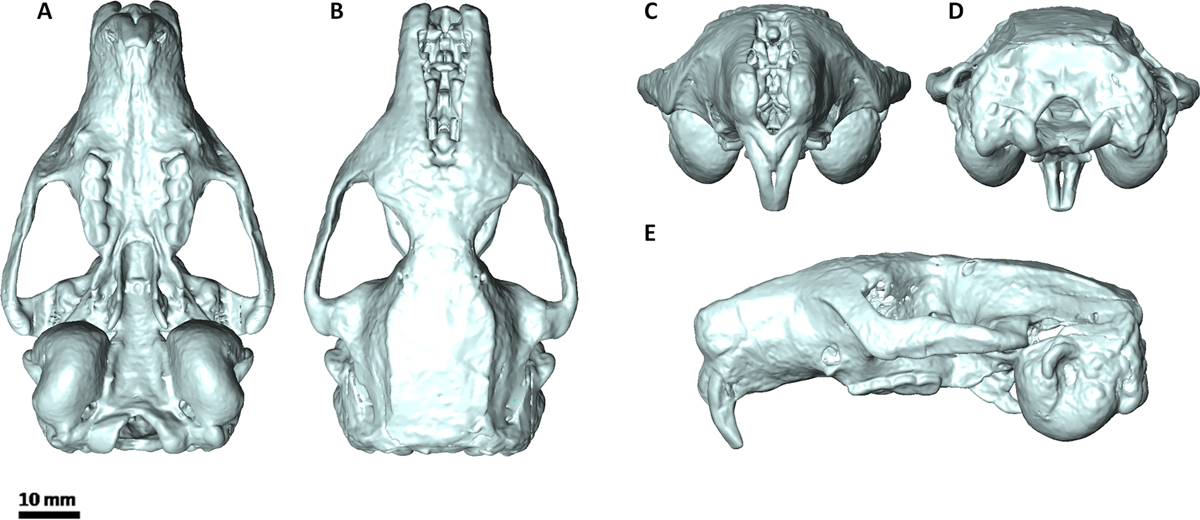
Crâne de Leitha melitensensis sous différentes angles

Leithia est un genre fossile de loirs du Pléistocène.

## Aire géographique
Les restes fossiles de l'espèce Leithia melitensis, ont été trouvés sur l'île de Malte, notamment à Għar Dalam. Cette espèce, spécifique de Malte, était beaucoup plus grande que les espèces continentales.
Durant les périodes glaciaires, le niveau des mers était plus bas qu'à présent et Malte était reliée au continent par un pont de terre ferme via la Sicile, permettant aux loirs d'accéder à la future île. La fin de l'ère glaciaire et la fonte des glaces firent remonter le niveau de la mer, emprisonnant les espèces sur l'île, et entraînant une évolution spécifique, en particulier vers des formes de plus grande taille chez les loirs.

## Liste des espèces
Selon Paleobiology Database (4 mai 2012) :
- Leithia cartei
- Leithia melitensis Adams, 1863